# Leiomodesmus flavocinctus
Leiomodesmus flavocinctus är en mångfotingart som beskrevs av Loomis 1938. Leiomodesmus flavocinctus ingår i släktet Leiomodesmus och familjen Chelodesmidae. Inga underarter finns listade i Catalogue of Life.